# Orchidantha crassinervia
Orchidantha crassinervia là danh pháp khoa học của một loài thực vật có hoa trong họ Lowiaceae, được Pu Zou và Xi-An Cai mô tả khoa học năm 2019.
Loài này có quan hệ gần với O. yunnanensis ở Vân Nam và O. virosa ở Việt Nam, nhưng có thể phân biệt với các loài kia ở chỗ có gân giữa của cánh môi rất dày, ít hoa hơn trên mỗi cụm hoa và chiều cao cây ngắn hơn. Loài này chỉ được biết đến từ ba quần thể trong phạm vi 3 km.

## Phân bố
Loài bản địa miền nam Trung Quốc (Quảng Tây).